# Catedral de San Vicente (El Salvador)

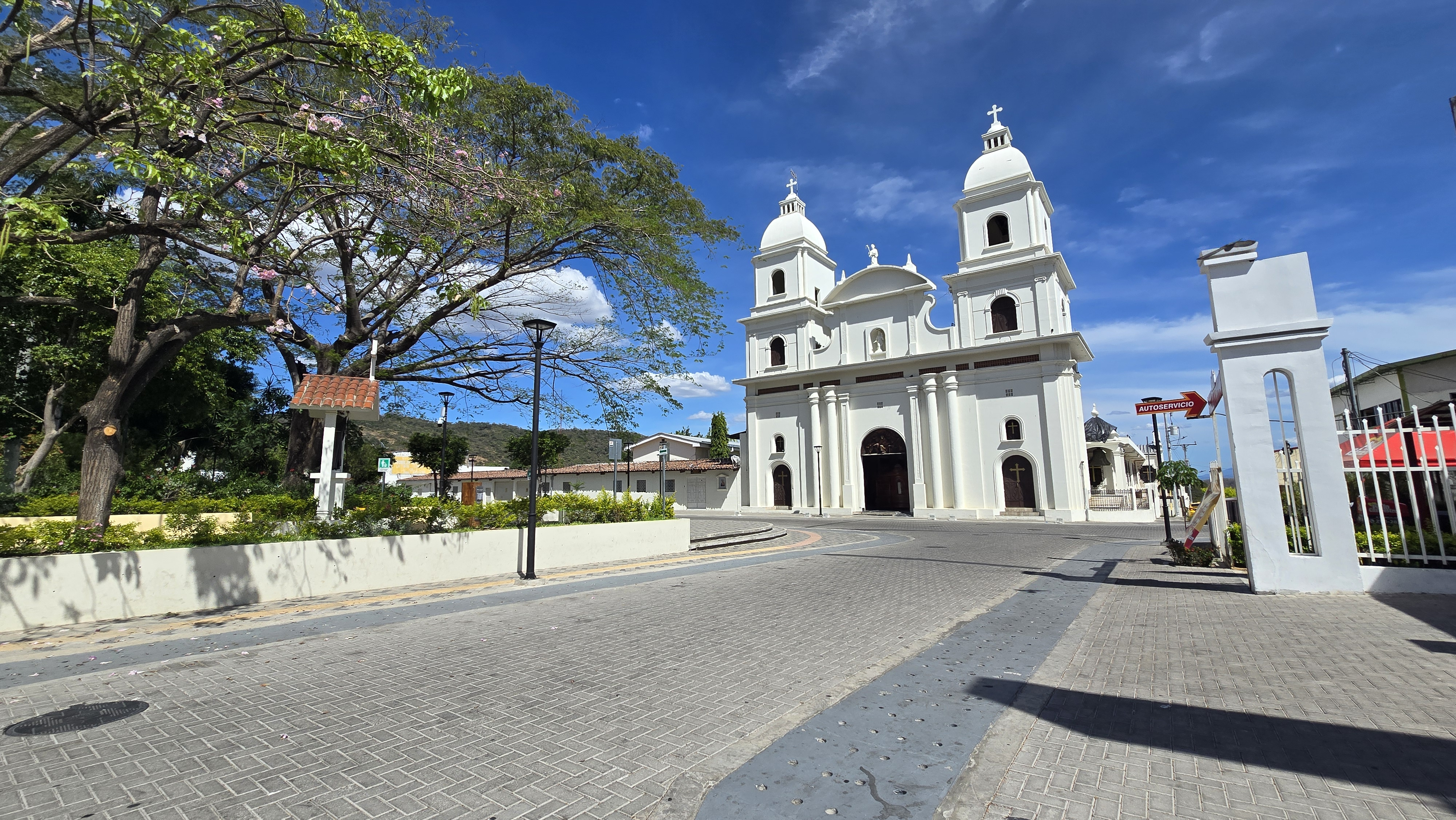
Fachada de la Catedral de San Vicente en febrero de 2025, luego de las obras de mejoramiento del Centro Histórico de San Vicente concluidas en diciembre de 2024.

La Catedral de San Vicente es el nombre que recibe un edificio religioso afiliado a la Iglesia Católica que se encuentra ubicado frente al Parque Central en la calle Daniel Díaz cerca del Parque Antonio José Cañas de la ciudad de San Vicente en el departamento del mismo nombre, parte del país centroamericano de El Salvador.
El templo con elementos eclécticos e influencia neoclásica sigue el rito latino o romano y funciona como la iglesia más importante en la diócesis de San Vicente (Dioecesis Sancti Vincentii), creada en 1943 mediante la bula Si qua in catholico del papa Pío XII.
Está bajo la responsabilidad pastoral del Obispo de la diócesis de San Vicente Mons. José Elías Rauda Gutiérrez vicepresidente de 
la Conferencia Episcopal de El Salvador(CEDES).

## Véase también

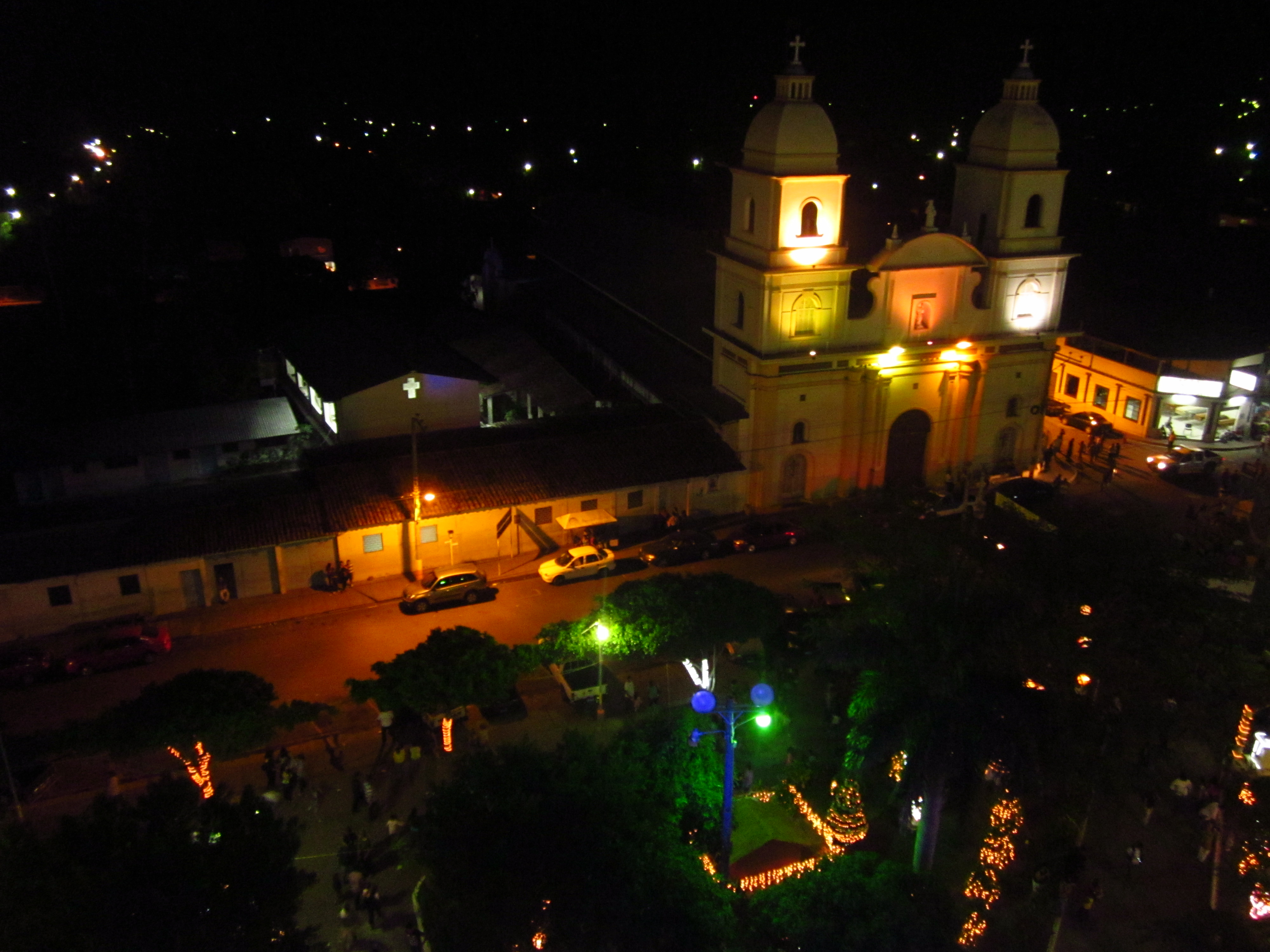
Vista nocturna